# Hanno Podbielski
Hanno Podbielski (* 8. September 1948 in Berlin) ist ein ehemaliger deutscher Radrennfahrer und nationaler Meister im Radsport.

## Sportliche Laufbahn
Mit 20 Jahren trat Podbielski bei den deutschen Bahnmeisterschaften erstmals in Erscheinung. Er konnte beim Sieg von Rupert Kratzer die Bronzemedaille in der Einerverfolgung gewinnen. Ein Jahr später, als Kratzer seinen Titel verteidigte, wurde auch er wieder Dritter der Meisterschaft. 1969 wurde er ebenfalls Dritter der Berlin-Rundfahrt. 1970 wurde dann sein erfolgreichstes Jahr. Er siegte mit seinem Verein, Berliner Zugvogel 1901 bei der deutschen Meisterschaft im Mannschaftszeitfahren. Im September gewann er einen weiteren Titel, als er die deutsche Bergmeisterschaft vor dem Titelverteidiger Horst Kämpfer gewann. Podbielski hatte sich intensiv vorbereitet und die Strecke eine Woche lang mehrfach abgefahren.